# Herman Rapp
Herman Rapp, né le 6 décembre 1908 à Stuttgart dans l'Empire allemand et mort en mai 1986 à Whiting (New Jersey), est un joueur de football américain d'origine allemande.

## Biographie
Durant sa carrière de club, Rapp joue notamment dans l'équipe du FC Schwaben en 1928, en Soccer Football League of Chicago. Puis il évolue également aux Philadelphia German-Americans.
Mais il est surtout connu pour avoir participé à la coupe du monde 1934 en Italie, où sa sélection ne joue qu'un match (lui ne joue pas) lors de la défaite contre les hôtes et futurs vainqueurs du tournoi, l'Italie.
En 1938, il est entraîneur du club du FC Schwaben.